# Țaga (Cluj)
Țaga [ˈtzaga] (veraltet Țag, Țega; deutsch Zegen, ungarisch Cege oder auch Czege) ist eine Gemeinde im Kreis Cluj  in der Region Siebenbürgen in Rumänien.

## Geographische Lage

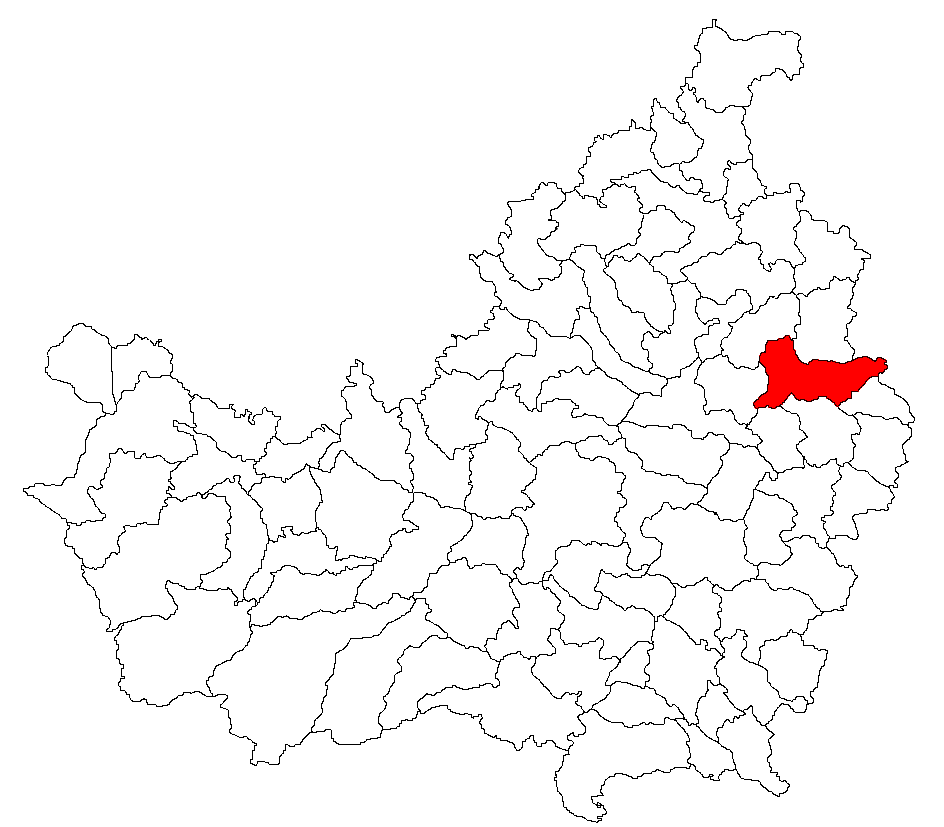
Lage der Gemeinde Țaga im Kreis Cluj

Die Gemeinde Țaga liegt in der Siebenbürgische Heide (Câmpia Transilvaniei) – welche Teil des Siebenbürgischen Beckens ist. Im Osten des Kreises Cluj am Fizeș, ein rechter Nebenfluss des Someșul Mic (Kleiner Somesch) und an der Kreisstraße (drum județean) DJ 109C befindet sich der Ort Țaga etwa 20 Kilometer südöstlich von Gherla (Neuschloss) und etwa 60 Kilometer nordöstlich von der Kreishauptstadt Cluj-Napoca (Klausenburg) entfernt.
Die eingemeindeten Dörfer der Gemeinde befinden sich zwei bis acht Kilometer vom Gemeindezentrum entfernt.

## Geschichte
Der Ort Țaga wurde erstmals (nach unterschiedlichen Angaben) 1260 oder 1291 urkundlich erwähnt. Einige Orte der Gemeinde Țaga wurden zur Zeit des Tatareneinfalls von 1241 verwüstet.
Auf eine Besiedlung auf dem Gebiet der Gemeinde bis in die Jungsteinzeit deuten archäologische Funde am westlichen Ufer des Sees Hodoș oder Țaga Mare (ungarisch Hodóstó) und bei Valea Tistașului auf dem Areal des Gemeindezentrums, wie auch auf dem Areal, von den Einheimischen genannt Fundătura, des eingemeindeten Dorfes Sântejude (ungarisch Vasasszentegyed). Auf dem Areal des eingemeindeten Dorfes Năsal (ungarisch Noszoly) wurden ebenfalls mehrere archäologische Funde der Jungsteinzeit gemacht. Auch im eingemeindeten Dorf Sântioana (ungarisch Vasasszentiván) wurden mehrere archäologische Funde aus der Bronze- und der Latènezeit gemacht. Im Dorf Țaga befindet sich auf dem Areal genannt Hrube, eine archäologische Grabungsstätte, die auf eine Besiedlung in die Zeit der Völkerwanderung deutet.
Im Königreich Ungarn lag die heutige Gemeinde im Stuhlbezirk Kékes (heute Chiochiș) in der Gespanschaft Szolnok-Doboka. Anschließend gehörte die Gemeinde dem historischen Kreis Someș und ab 1950 dem heutigen Kreis Cluj an.
Das ehemalige Dorf Ghiolț (deutsch Götz, ungarisch Göes), erstmals 1326 urkundlich erwähnt, wurde wegen seiner näheren Lage zum heutigen Gemeindezentrum mit diesem vereint.

## Bevölkerung
Die Bevölkerung der Gemeinde entwickelte sich wie folgt:
| 1850 | 3.485 | 2.950 | 368 | - | 167           |
| 1920 | 3.830 | 3.322 | 424 | - | 84            |
| 1941 | 4.325 | 3.663 | 542 | 1 | 119           |
| 1992 | 2.313 | 2.107 | 159 | - | 47            |
| 2002 | 2.162 | 1.982 | 133 | - | 47            |
| 2011 | 1.947 | 1.724 | 116 | 2 | 105 (Roma 63) |
| 2021 | 1.588 | 1.356 | 76  | - | 165 (Roma 48) |

Seit 1850 wurde auf dem Gebiet der heutigen Gemeinde die höchste Einwohnerzahl (4536) und die der Rumänen (4053) 1956 registriert. Die höchste Einwohnerzahl der Magyaren (549) 1910, die der Roma (101) 1941 und die der Rumäniendeutschen (76) wurde 1900 registriert. Des Weiteren wurden bei einigen Volkszählungen auch je ein oder zwei Ukrainer registriert.
Die Hauptbeschäftigung der Bevölkerung ist die Erdgasförderung, die Landwirtschaft und die Viehzucht.

## Sehenswürdigkeiten
- Im Dorf Țaga der heruntergekommene Landsitz der ungarischen Adelsfamilie Wass[11] im 18. Jahrhundert errichtet, steht unter Denkmalschutz.[9] Das alte Schloss wurde 1800 von Samuel Wass und seiner Frau Rosalia Bethlen renoviert. Am Hauptgebäude sind beide Wappen der ungarischen Adelsfamilien zu sehen. Die Kellerräume stammen noch aus dem Mittelalter.[4]
- Die orthodoxe Kirche Sfinții Arhangheli Mihail și Gavriil im Dorfzentrum wurde 1902 bis 1909 errichtet und 1979 erneuert.[12]
- Im eingemeindeten Dorf Năsal die reformierte Kirche im 15. Jahrhundert und die Holzkirche Sfinții Arhangheli Mihail și Gavriil 1804 bis 1808 errichtet,[13] stehen unter Denkmalschutz.[9] Auf der reformierten Kirche ist eine Inschrift von 1594 zu sehen.[4]
- Im eingemeindeten Dorf Sântejude die Holzkirche Sfântu Dumitru 1701 errichtet, steht unter Denkmalschutz.[9] Die reformierte Kirche des Dorfes wurde 1902 errichtet.[14]
- Auf dem Areal der Gemeinde Țaga befinden sich mehrere Stauseen, wo auch Fischfang betrieben wird.[15]

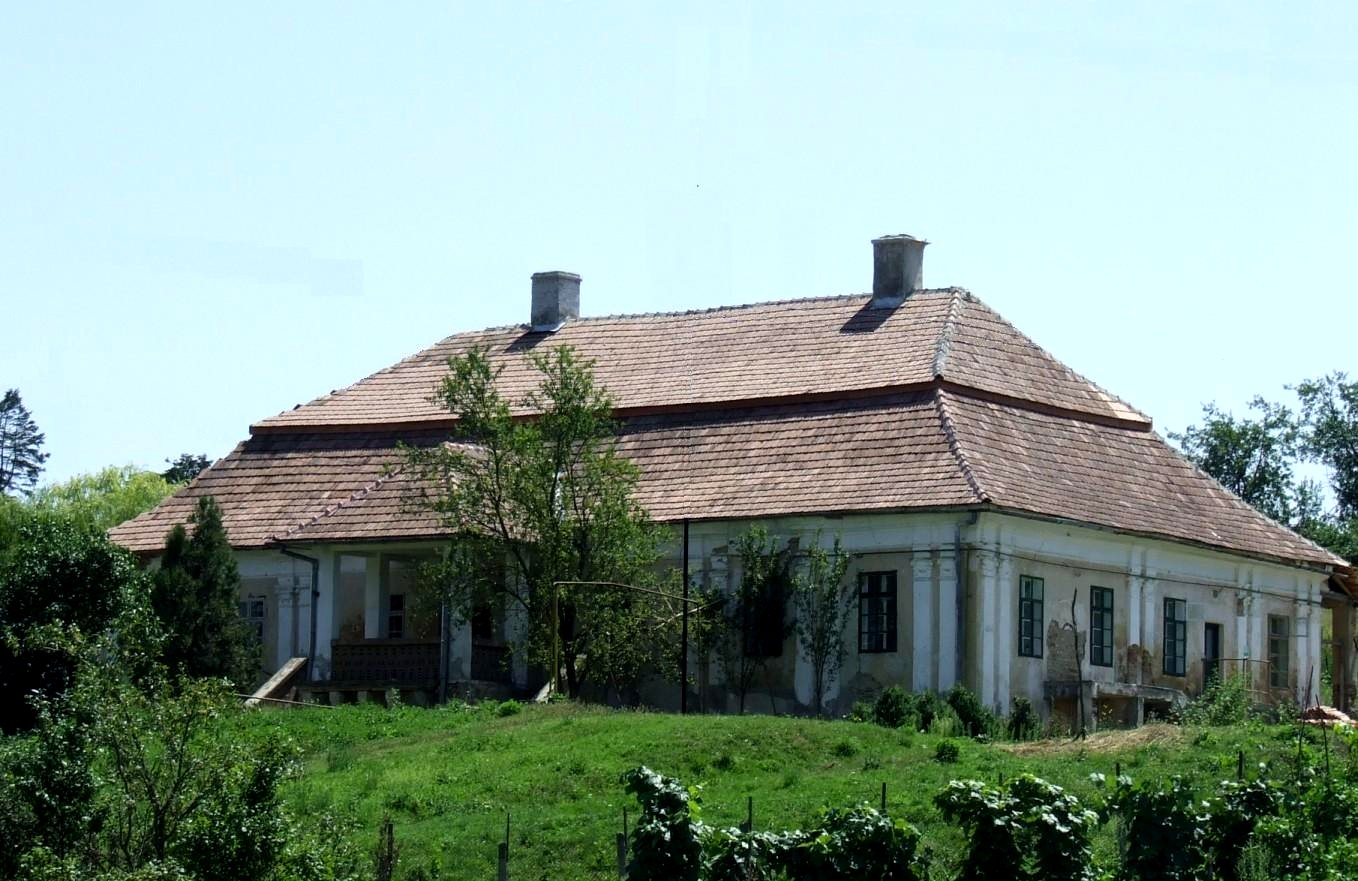
Der Landsitz Wass
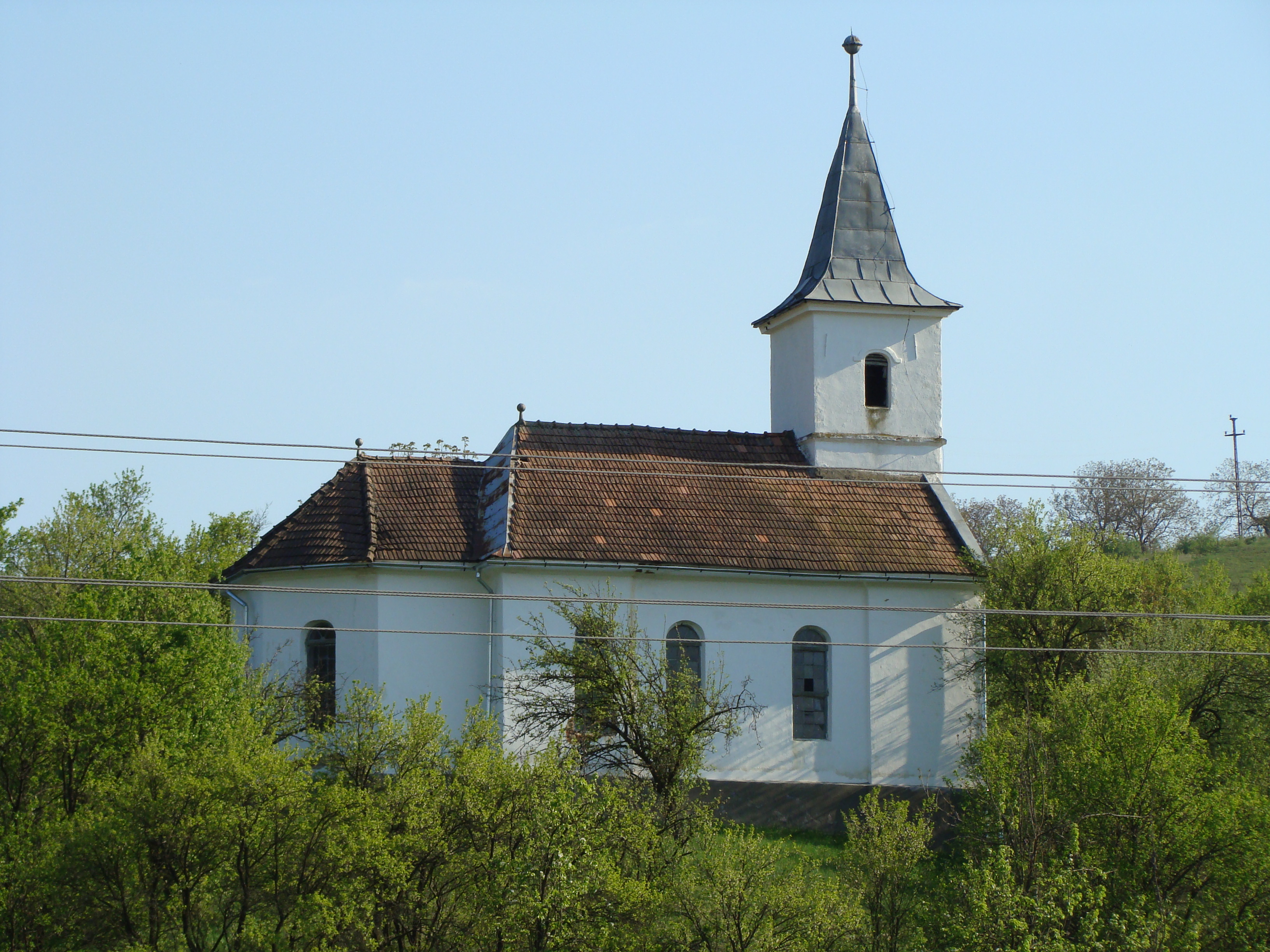
Reformierte Kirche in Sântejude
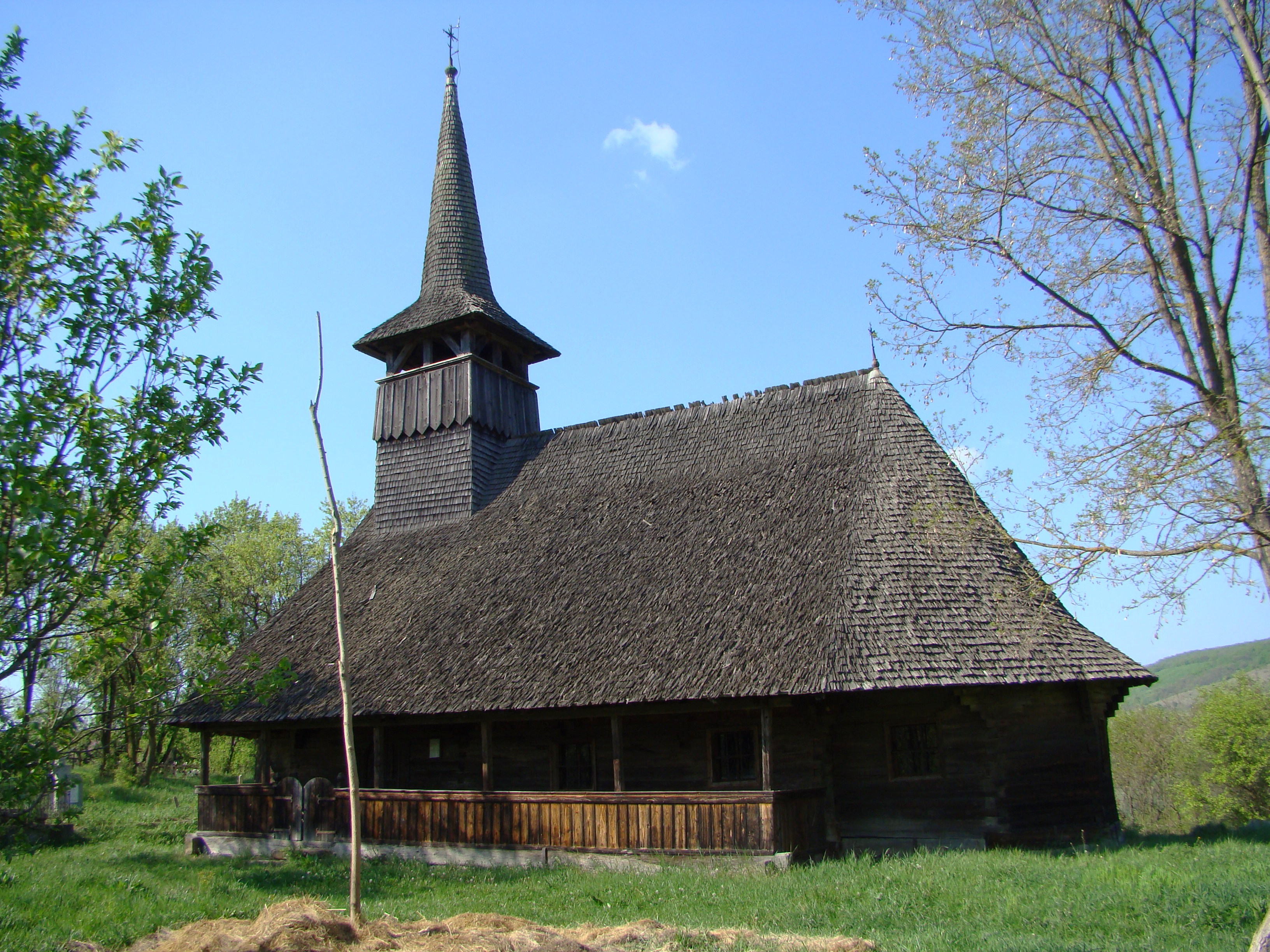
Holzkirche in Sântejude
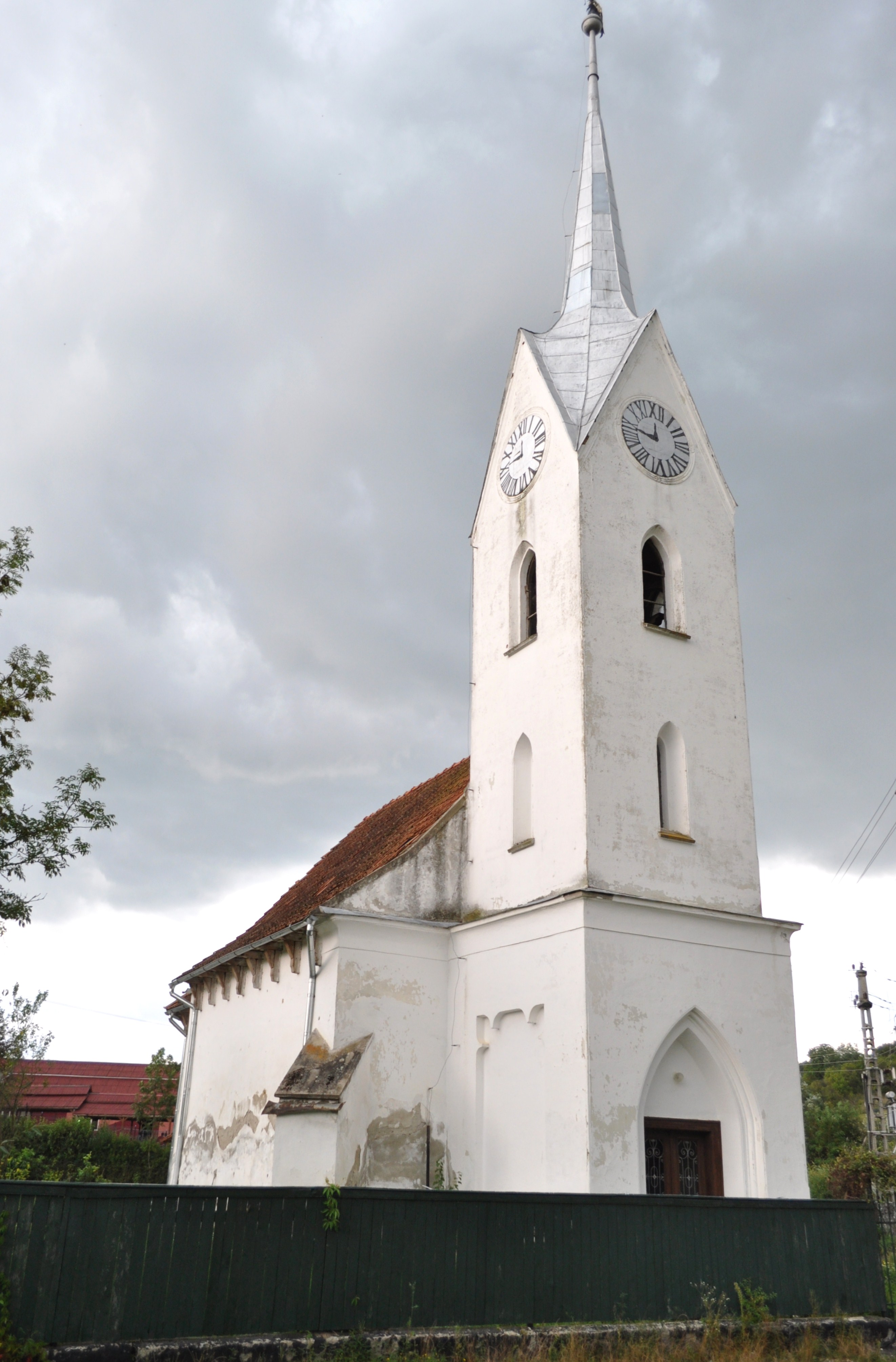
Reformierte Kirche in Năsal
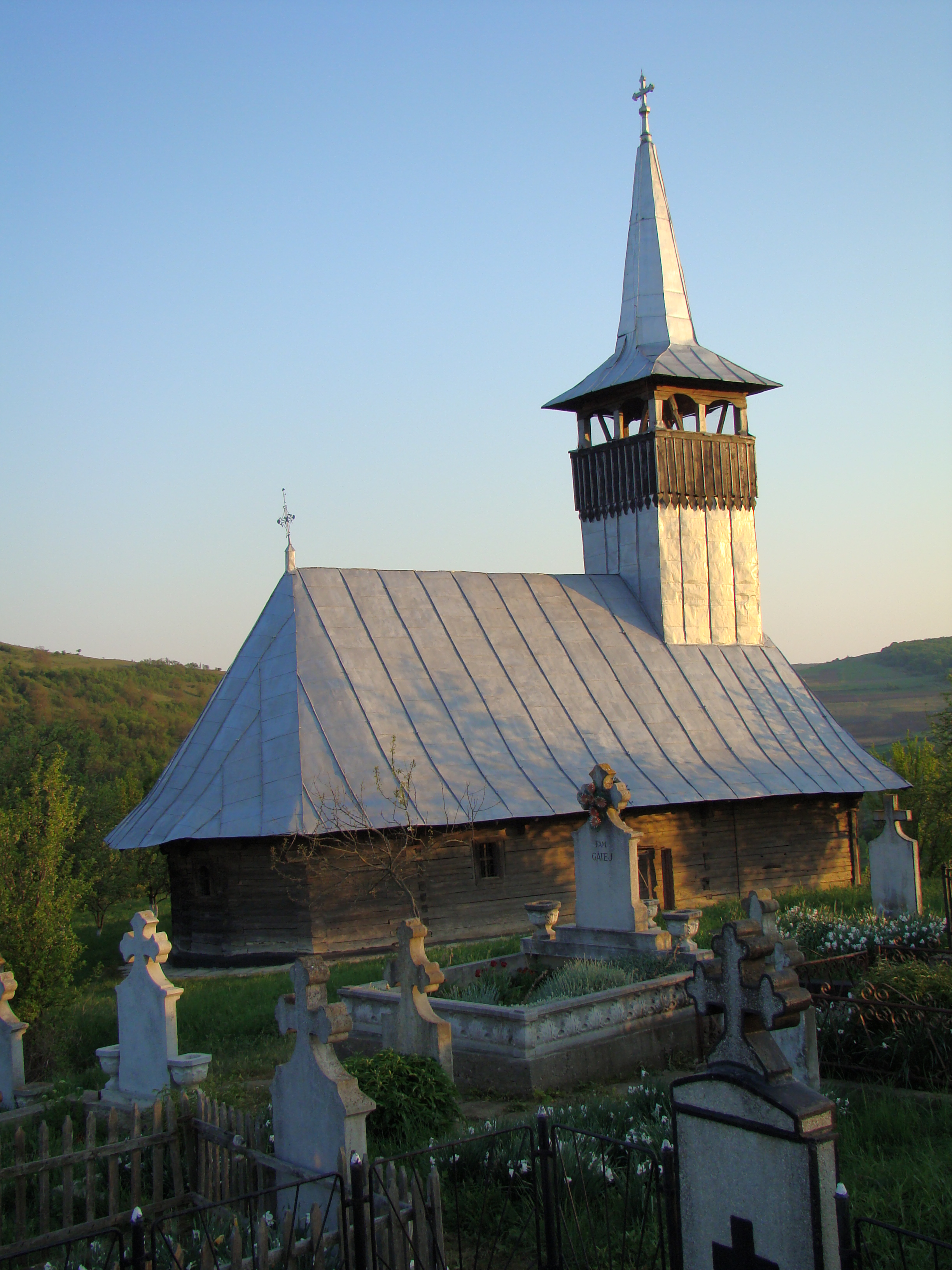
Holzkirche in Năsal

## Persönlichkeiten
- Gheorghe Șincai (1754–1816), war hier in Cege am Hof des Grafen (Daniel Vass de Czege[16]) von 1797 bis 1802 Hauslehrer.[4]